# Trialeti

Carte du Trialeti historique au sein des frontières actuelles de la Géorgie.

Église luthérienne de la communauté allemande de Géorgie.

Le Trialieti (en géorgien : თრიალეთი) est une région montagneuse de Géorgie centrale. Son nom signifie littéralement « un lieu de vagabondage ». La région est principalement dominée par la Chaîne de Trialeti, branche du Caucase.